# 迪爾沃思 (明尼蘇達州)
迪爾沃思（英語：Dilworth）是一個位於美國明尼蘇達州克萊縣的城市。

## 人口
根據2020年美國人口普查的數據，迪爾沃思的面積為8.31平方千米，當中陸地面積為8.30平方千米，而水域面積為0.01平方千米。當地共有人口4612人，而人口密度為每平方千米555人。